# 新型インフルエンザ
新型インフルエンザ（しんがたインフルエンザ）はインフルエンザウイルスのうち、ヒト-ヒト間の伝染能力を新たに有するようになったインフルエンザウイルスを病原体とするインフルエンザウイルス感染症である。略称は新型インフル。
日本の法律による定義は、感染症予防法6条7項1号を参照。

## 出現
20世紀をはじめとした過去の新型インフルエンザウイルスは、すべて鳥インフルエンザウイルスに由来しているものの大きく報道されてこなかったが、1918年のスペインかぜと呼ばれたインフルエンザの流行（数千万人が死亡）は鳥インフルエンザの変異だとされるようになった。21世紀に入ると2008年頃までには、鳥インフルエンザウイルスは人間には感染しにくいが変異しやすいため、種を超えて感染し再びスペインかぜのようなパンデミックを引き起こしかねない、国家レベルで抗ウイルス薬を備蓄すべきという世論が煽られるようになった。
2009年にはそれまで危険性が煽られていた鳥インフルエンザではなく、豚インフルエンザに由来する新型インフルエンザのパンデミック宣言が世界保健機関 (WHO) よりなされた（#2009年に新型インフルエンザとして流行したH1N1亜型ウイルスも参照）。ただし、この時の新型インフルエンザについてアメリカ疾病予防管理センター (CDC) は、健康な人、大人でも子供でも大部分は抗ウイルス薬がなくても休養すれば治るもので、抗ウイルス薬による治療は必要なく、薬の備蓄には限りがあり、過剰に投与すれば耐性ウイルスの危険性があるとしている。

## 法律上の整備

### 整備された経緯
インフルエンザウイルスは連続変異・不連続変異などの性質から新型のインフルエンザウイルスが過去にも出現し、ヒト間でも度々大きな流行を繰り返した（詳しくはインフルエンザウイルス#前史を参照）。ヒト間での流行は10-40年ごとである。
2003年から新型のH5N1亜型と呼ばれるウイルスによってヒトが死亡する事例が報告され、そのウイルスが世界的流行を引き起こすと日本でも多くの死者が出ると言われたために、厚生労働省は新型のウイルスに対する危機管理の必要性に迫られた。厚生労働省は2006年6月に1年の期限付きでH5N1亜型を指定感染症とし二類感染症と同じ扱いをすることを定めた。2007年6月にさらに1年継続したが、その後も状況の好転はみられず、2008年5月に感染症予防法を改正し「新型インフルエンザ」が法律に明文化された。また、2009年の世界的大流行の際に対応が混乱したことを踏まえ、新型インフルエンザ等対策特別措置法が2012年に制定された。

### 新型インフルエンザの法律上の扱い
感染症予防法によると新型インフルエンザは一類～五類に属さない「新型インフルエンザ等感染症」の一つとして取り扱われる。新型インフルエンザの発生が危惧され致死率が高くなると予想される鳥インフルエンザは、インフルエンザA属インフルエンザAウイルスであってその血清亜型がH5N1であるものに限る場合は二類感染症、血清亜型がH5N1以外の場合は四類感染症に分類される。ちなみに、新型インフルエンザとトリインフルエンザを除いたインフルエンザ全般は五類感染症に分類される。
特定病原体に関しては新型インフルエンザウイルスは「四種病原体等」である。ちなみにインフルエンザA属インフルエンザAウイルスであって血清亜型がH2N2・H5N1・H7N7も「四種病原体等」である。この意味に関しては病原体を参照。
学校保健安全法では、血清亜型がH5N1であるものに限っては第一種の感染症、その他の新型を含めたインフルエンザは第二種の感染症と分けられている。一方、「感染症予防法第6条第7項に規定する指定感染症は第一種の感染症とみなす。」と定められており、H5N1亜型に限らずすべての新型インフルエンザを第一種の感染症に相当するものとして対応することは、法律上可能となっている。この意味に関しては学校感染症を参照。

## 歴史
- 1997年 - 香港でH5N1亜型(A/H5N1)のヒトへの感染が発生する（鳥インフルエンザ）。ただし、ヒトからヒトへの感染は確認されていない。
- 2013年 - 中国でH7N9亜型(A/H7N9)のヒトへの感染する（H7N9鳥インフルエンザの流行）。ただし、ヒトからヒトへの感染は確認されておらず、豚への感染も見られていない。

### 2009年に新型インフルエンザとして流行したH1N1亜型ウイルス
2009年にA型のH1N1亜型に属するウイルスが原因で、ヒトからヒトに感染し流行した。
このウイルスは、豚経由と見られたことから当初、「豚インフルエンザ」（英語: swine influenza 又は swine flu）と呼ばれた。2009年7月時点で、毒性は季節性インフルエンザより強くアジアかぜ並みと考えられており、基礎疾患が発現されていない10代の死亡例が多くあり警戒されている。ただし、現在の日本では季節性インフルエンザとほぼ同等の扱いとしている。
WHOの発表によると、2009年8月29日までの死者数は2,185人で、最も多かった国はブラジルの577人、次にアメリカの522人だった。特にブラジルでは死者数が8月13日から22日までの間に倍以上に増え、警戒が広がった。

## 抗インフルエンザウイルス薬の備蓄
- 2005（平成17）年度、抗インフルエンザウイルス薬（オセルタミビル（タミフル）のみ）の備蓄を開始（国民の23%に相当する量）[6]
- 2008（平成20）年度、タミフル耐性ウイルス出現の懸念からザナミビル（リレンザ）を追加し、備蓄目標を国民の45%に相当する量へ引き上げ。5,861万人分とし、うち流通備蓄分400万人分を除き、国と都道府県で備蓄することを規定[6]
- 2012（平成24）年度、備蓄薬のリレンザの割合を2割に引き上げ、備蓄目標を国民の45%に相当する5,700万人分とし、うち流通備蓄分400万人分を除き、国と都道府県で均等に備蓄することを規定[6]
- 2015（平成27）年度、備蓄薬の期限切れが近いことから再検討を開始し、備蓄目標を国民の45%に相当する5,650万人分とし、うち流通備蓄分1,000万人分を除き、国と都道府県で均等に備蓄することを規定し、備蓄薬にタミフル・ドライシロップを迅速に加えること、ラピアクタは優先的に備蓄すること、イナビルは既存の備蓄薬の期限切れ時に備蓄することとした[7]
- 2017年3月9日、厚生労働省は、新型インフルエンザの流行に備えファビピラビル錠（アビガン）を備蓄することを決め、本年度3万人分を発注する随意契約を同月30日に結ぶ方針であることを発表した[8]